# Isla Fabre
Isla Fabre (en francés: Île Fabre) es uno de los tres motu, o islotes de arena de coral, de la corona del arrecife del atolón Surprise, que forma parte de los Arrecifes de Entrecasteaux, al noroeste de Nueva Caledonia, un territorio de Francia en el océano Pacífico.
Se encuentra en la barrera de arrecifes del noroeste del atolón, en el corazón de los arrecifes de Entrecasteaux que conforman el extremo noroeste de la laguna en el archipiélago de Nueva Caledonia. Dista unas 140 millas náuticas (220 kilómetros) de la punta noroeste de la isla de Grande-Terre. Mide alrededor de 1,5 km de largo y 1 km de ancho.